# マリーナ101

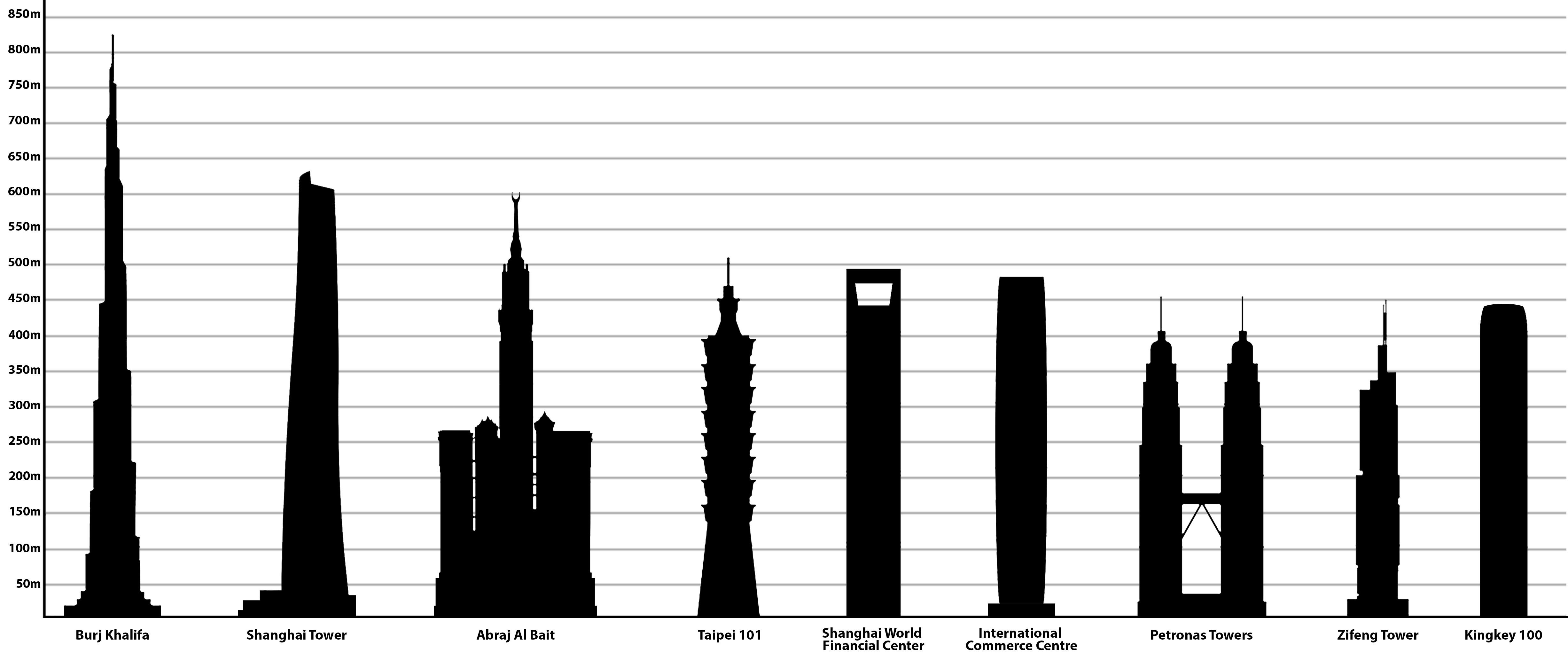
アジアの超高層ビルとの比較。

マリーナ 101 (Marina 101) は、アラブ首長国連邦・ドバイのドバイマリーナにある超高層ビルである。名称はドバイマリーナに位置することと101階建てであることにちなむ。

## 概要
当初は2012年完成予定だったが、度々延期され、2014年9月の時点で80％に達し、2015年に完成時の高さに到達した。2016年に竣工し、開業は2017年の予定である。2017年3月現在、ドバイマリーナではプリンセスタワーを追い抜いて最も高い建造物であり、ドバイ全体ではブルジュ・ハリファ (828m)に次いで2番目に高い。
タワー下層の33階は五つ星のハードロックホテル281室が入居しており、34階から100階は高級マンションとなる。ホテル内には五つのレストランが、マンションにはワンベッドルームが252戸、ツーベッドルームが204戸、スリーベッドルームが42戸、そして97階から100階には二階建のペントハウスが6戸入居することになっている。101階にはクラブラウンジ、レストラン、そしてハードロックカフェのRock Shopが入ることになっている。

## ギャラリー

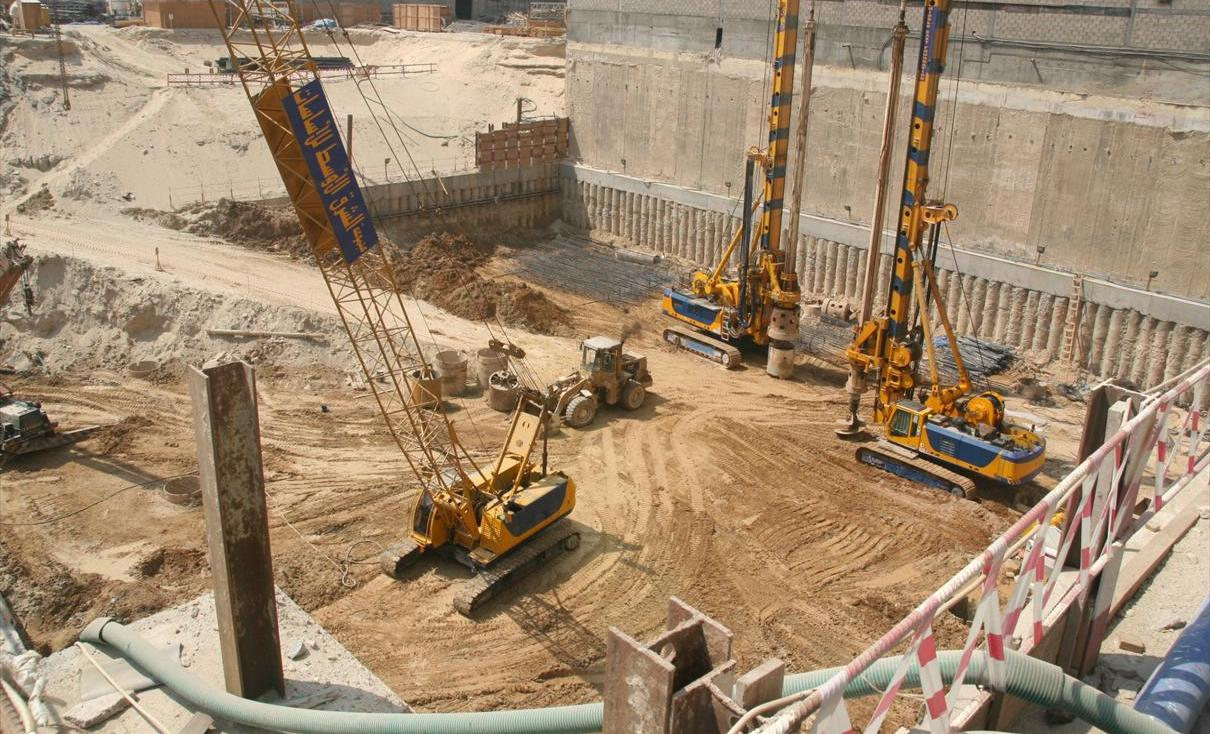
2007年8月3日
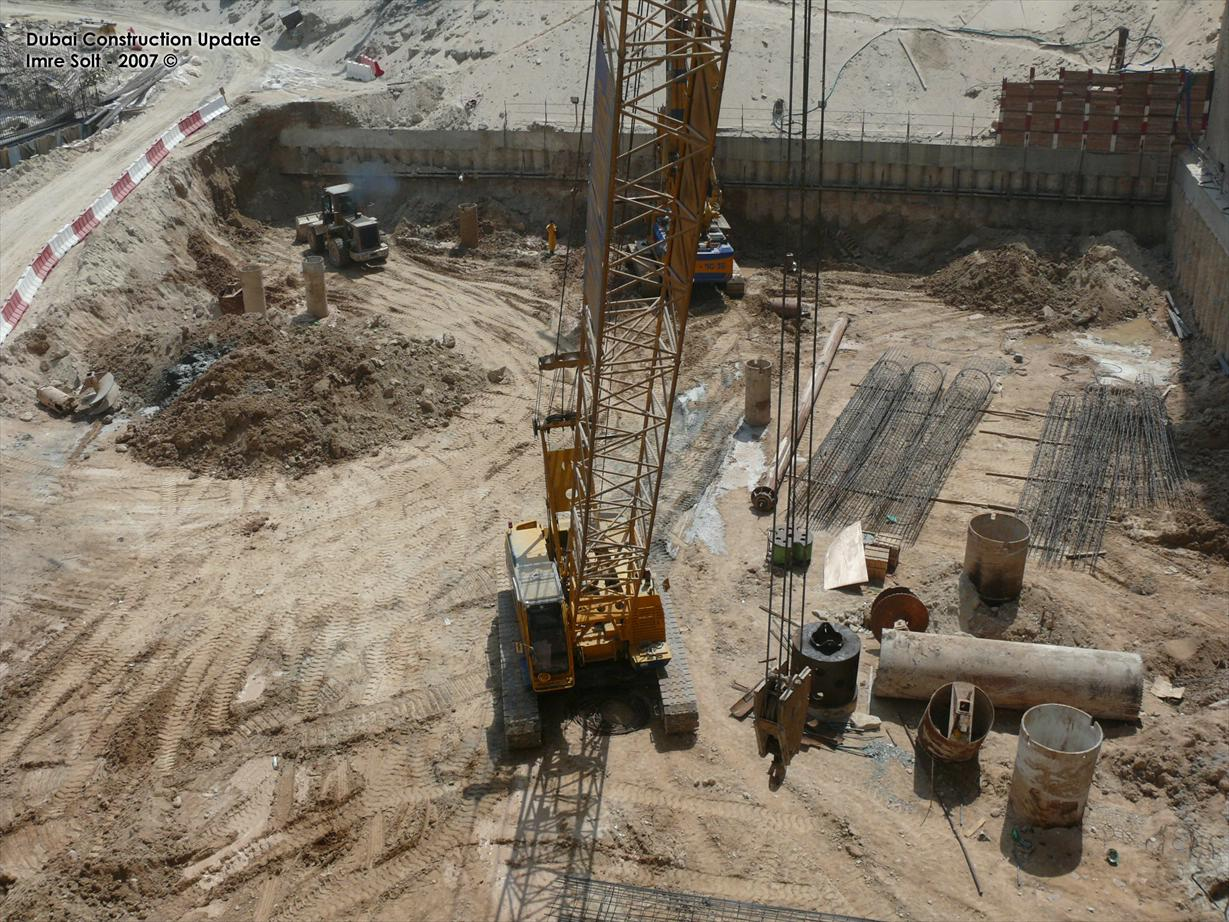
2007年9月21日
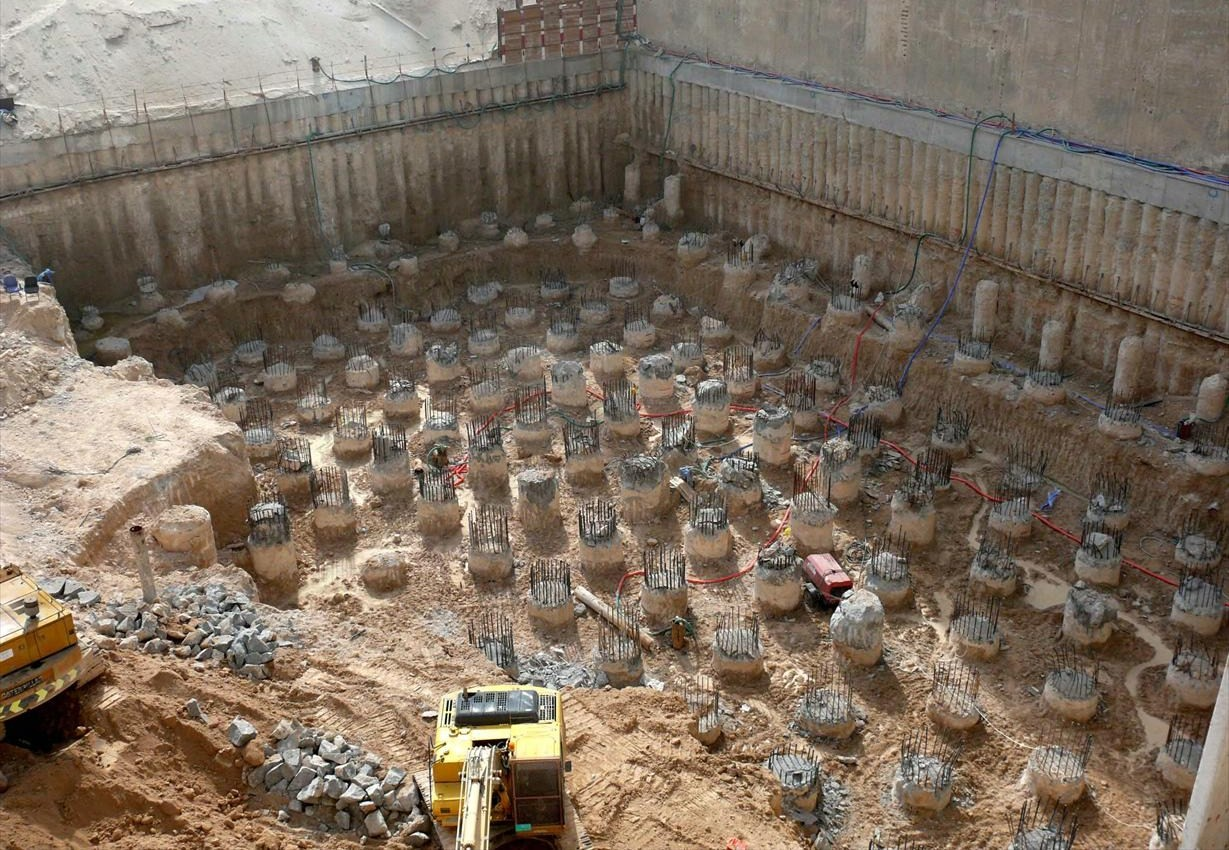
2008年1月4日